# Unitron Mac 512
O Mac 512 da empresa brasileira Unitron Eletrônica foi o primeiro clone do Macintosh produzido no mundo. A máquina era uma cópia quase exata do Fat Mac (um Macintosh com 512 KiB de RAM lançado em setembro de 1984) e seu desenvolvimento começou em 1985, ou seja, apenas um ano depois do lançamento do Mac original. Jamais chegou a entrar em produção comercial por ingerências da Apple Computer e do governo americano, que se queixaram de violação de direitos autorais junto ao governo brasileiro

## História
Em plena vigência da Política Nacional de Informática (que proibia a fabricação e importação de microcomputadores estrangeiros em território brasileiro, para incentivar a produção local), a Unitron Eletrônica, fabricante de um dos primeiros clones nacionais do Apple II, o Unitron AP II, embarcou numa aventura ambiciosa: clonar o "top de linha" da Apple Computer, o microcomputador Macintosh.
A ideia original era simplesmente licenciar a fabricação da máquina no Brasil, mas, por força da Lei de Informática, que limitava a participação acionária de empresas estrangeiras em projetos desenvolvidos no país, o acordo não foi adiante e o uso de engenharia reversa para desvendar os segredos do Mac acabou sendo encarado como uma solução natural. Em junho de 1985, um grupo de engenheiros contratados pela Unitron começou a analisar o funcionamento dos CIs ASIC do Mac através de engenharia reversa. Os resultados obtidos foram utilizados para a produção de CIs produzidos por encomenda que reproduziam o funcionamento dos circuitos originais.
Portanto, em novembro de 1985 a Unitron apresentou à Secretaria Especial de Informática (SEI) um projeto visando a produzir um clone do Macintosh. Obteve uma linha de crédito bancária, o apoio de um laboratório governamental (o CTI — Centro de Tecnologia da Informação) e os serviços de desenvolvimento de chips ASIC da National Semiconductor de Santa Clara, Califórnia. Neste mesmo ano, dois protótipos foram exibidos na Feira Nacional de Informática, no stand da Unitron. Como o projeto havia começado havia pouquíssimo tempo, suspeita-se que uma das máquina exibida ao público (de uma distância segura), e que executava vários programas para o Macintosh, era na verdade um Mac original, e não um clone. A outra máquina, desligada e aberta para que suas partes internas pudessem ser vistas, provavelmente era mesmo um protótipo.
Em 1986, na mesma Feira Nacional de Informática, a Unitron exibiu mais de seis protótipos, e parecia óbvio que realmente haviam conseguido reproduzir o Mac por engenharia reversa. Na época, a Unitron queixava-se de que a SEI estava dificultando a importação dos drives de 3" 1/2 e pretendia que em vez deles, fossem usados os obsoletos drives de 5" 1/4 fabricados no Brasil. A Unitron recusou-se a acatar a orientação e decidiu ela mesma fabricar os acionadores de disquete, uma verdadeira proeza para uma empresa da periferia paulista com menos de 100 empregados.
Em 1987, a Apple Computer decidiu que a história já havia ido longe demais e resolveu retaliar. Dois Mac 512 (obtidos não se sabe bem como) foram levados para a sede da empresa, em Cupertino e desmontados para estudo. Descobriu-se então que a ROM do equipamento, ao contrário do que dizia a Unitron, não havia sido obtida por engenharia reversa, mas meramente copiada de uma ROM original, com alguns poucos bytes alterados. Outros afirmam que a ROM era realmente uma ROM genuína de um Macintosh, e que a máquina levada para Cupertino era um protótipo inicial, com uma ROM original para teste de compatibilidade.  Seja lá como for, a violação dos direitos autorais do software (contido na ROM) deu a Apple um forte argumento para fazer com que o governo dos Estados Unidos se posicionasse contra uma empresa "pirata".
Por pressão do Departamento de Estado, que ameaçou impor barreiras aos produtos de exportação brasileiros (particularmente suco de laranja e sapatos) o governo do Brasil aprovou em 18 de dezembro de 1987 uma nova "Lei de Software".  A aprovação do projeto da Unitron ficou dependendo da apresentação de mais informações técnicas. Finalmente, em 21 de março de 1988, a SEI indeferiu definitivamente o projeto do Mac, alegando que "a Unitron havia começado a comercialização do produto antes de sua aprovação final".
A Unitron não desistiu, apesar das dificuldades crescentes. Em 29 de março de 1988 a empresa deu entrada num novo projeto, de um micro que seria denominado Unitron 1024. Em 1 de agosto de 1988, a SEI indeferiu o projeto da Unitron alegando "deficiências técnicas". A empresa recorreu à instância superior e perdeu. Após sofrer a última derrota, em 19 de dezembro de 1988, a Unitron chegou a anunciar que abriria uma ação judicial contra a decisão, mas não teve como levar o caso adiante. A Unitron então passou por um processo de redução dos quadros e focou na criação de produtos menos sofisticados, como um controlador de palco baseado em um clone do Apple II, enquanto ainda paga o empréstimo que fez para desenvolver o clone do Macintosh.

## Características
- Memória:
  - ROM: 128 KiB
  - RAM: 512 KiB
- Teclado: mecânico, 58 teclas
- Display: 9", monocromático
  - 512 X 342 pixels
- Portas:
  - 1 saída de áudio
  - 1 porta paralela Centronics
  - 2 portas RS232C
  - 1 conector para drive externo
- Armazenamento:
  - Drive de disquete interno, 3" 1/2, 800 KiB

## Números de série conhecidos
Os computadores e seus periféricos (mouses e teclados) vinham todos com números de série.
Na tabela abaixo estão relacionados os números de série dos conjuntos atualmente conhecidos desses equipamentos:
| Versão | Micro         | Teclado | Mouse |
| ------ | ------------- | ------- | ----- |
| 1.0    | 2025          | ?       | ?     |
| 1.0    | 6057          | 60032   | 60009 |
| 1.0    | 6085          | 60084   | 60084 |
| 1.0    | 6107          | ?       | ?     |
| 1.1    | 70013         | 70035   | 70032 |
| 1.1    | 70029         | 70029   | 60025 |
| 1.1    | 70027 / 27007 | 70027   | 70055 |
| 1.1    | 70037         | 60042   | ?     |
| 1.1    | 70067         | n/d     | n/d   |
| 1.1    | 70073         | n/d     | n/d   |

### Em inglês
- (em inglês)-ASSUMPÇÃO JR., Jecel Mattos de.Mac 512 em LSI-USP. Visitado em 29 de fevereiro de 2008.
- (em inglês)-Mac 512 em old-computers.com. Visitado em 29 de fevereiro de 2008.
- (em inglês) - Meet the Unitron Mac 512 – the World’s First Macintosh Clone em Cult of Mac. Visitado em 7 de novembro de 2015.

### Em português
- A lenda é real: Unitron Mac 512, o computador brasileiro que enfureceu a Apple de Steve Jobs e abalou as relações comerciais entre os E.U.A. e o Brasil em Blog >Evolução Tecnológic@_. Visitado em 17 de Outubro de 2012.
- Fotos do Mac 512 Unitron em Tabajara Labs. Visitado em 27 de Abril de 2012.
- Fotos do Mac 512 Unitron em blog do chester. Visitado em 2 de Maio de 2010.
- MARQUES, Ivan da Costa. O caso Unitron e condições de inovação tecnológica no Brasil em Associação Brasileira de Pesquisadores em História Econômica. Visitado em 29 de fevereiro de 2008.